# Flexamia bandarita
Flexamia bandarita är en insektsart som beskrevs av Whitcomb och Hicks 1988. Flexamia bandarita ingår i släktet Flexamia och familjen dvärgstritar. Inga underarter finns listade i Catalogue of Life.